# Union Station (Alexandria, VA)
Pour les articles homonymes, voir Union Station.
Union Station est une gare ferroviaire des États-Unis, située sur le territoire de la ville d'Alexandria dans l'État de Virginie.

## Histoire
Elle a été construite en 1905.

## Service des voyageurs

### Desserte
Elle est desservie par des liaisons longue-distance Amtrak :
- le Carolinian: New York (New York) - Charlotte (Caroline du Nord)
- le Crescent: New York (New York) - La Nouvelle-Orléans (Louisiane)
- le Palmetto: New York (New York) - Savannah (Géorgie)
- le Regional: Boston (Massachusetts) - Newport News (Virginie)
- le Silver Star et le Silver Meteor: New York (New York)  - Miami (Floride)

Et par le Virginia Railway Express :
- Manassas Line
- Fredericksburg Line